# Górą dziewczęta
Górą dziewczęta (ros. Трактористы, dosł. Traktorzyści) – radziecka komedia muzyczna z 1939 roku w reżyserii Iwana Pyrjewa.

## Opis fabuły

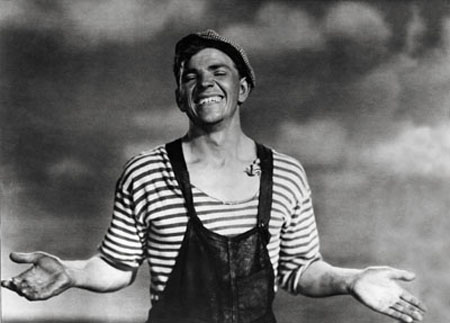
Sawka śpiewa kuplety; kadr z filmu.

Pod koniec lat 30. na Dalekim Wschodzie dobiega końca konflikt radziecko-japoński. Zdemobilizowany czołgista Klim Jarko znalazł w gazecie zdjęcie kołchoźnicy Mariany Bażan, w której zakochał się od pierwszego wejrzenia. Z Dalekiego Wschodu przyjeżdża do kołchozu na Ukrainie, w którym pracuje ukochana. Mariana, która jest najlepszą traktorzystką w okolicy jest zakochana w miejscowym siłaczu. Jednak Klim się nie poddaje, a swoją wydajną pracą w kołchozie zasługuje na szacunek ludzi i na miłość Mariany.
Film stanowi klasyczne dzieło okresu stalinizmu, przedstawiając wyidealizowany obraz życia w kołchozie. W czasach Chruszczowa cenzura dokonała zmian w pierwotnej wersji filmu. Usunięto sceny, w których widoczne są wiszące na ścianach portrety Stalina, usunięto także te fragmenty filmu, w których widoczne są na traktorach napisy "Staliniec". Ocenzurowaną wersję z 1964 prezentowano aż do upadku ZSRR. W 2005 kanał Kultura zaprezentował oryginalną wersję filmu.

## Obsada
- Marina Ładynina jako Mariana Bażan
- Nikołaj Kriuczkow jako Klim Jarko
- Boris Andriejew jako Nazar Duma
- Stiepan Kajukow jako Kirył Pietrowicz
- Piotr Alejnikow jako Sawka
- Olga Borowikowa jako Frania
- Piotr Sawin jako czołgista, przyjaciel Klima
- Aleksiej Dolinin jako Taras Fiodorowicz
- Arkadij Rajkin